# I Can't Live With You
«I Can't Live With You» es una canción de Queen, editada en el álbum Innuendo de 1991.

## Origen
Es un hard rock, escrito por Brian May para un futuro proyecto solista. Cuando la presentó al resto del grupo, lo convencieron de que fuera trabajada para Innuendo con posteriores arreglos introducidos por Freddie Mercury, Roger Taylor y John Deacon. La batería electrónica fue programada por May, mientras que los sintetizadores fueron añadidos por el productor David Richards.
En 1997 apareció una segunda versión ('97 Retake) trabajada por May, Taylor y Deacon como quinta canción del compilado Queen Rocks, con arreglos de guitarra mucho más pesados. 
También sirve de introducción al compilado VHS y fue incluida en la reedición del álbum Innuendo del año 2011.
- Datos: Q2071064